# Идеальный город

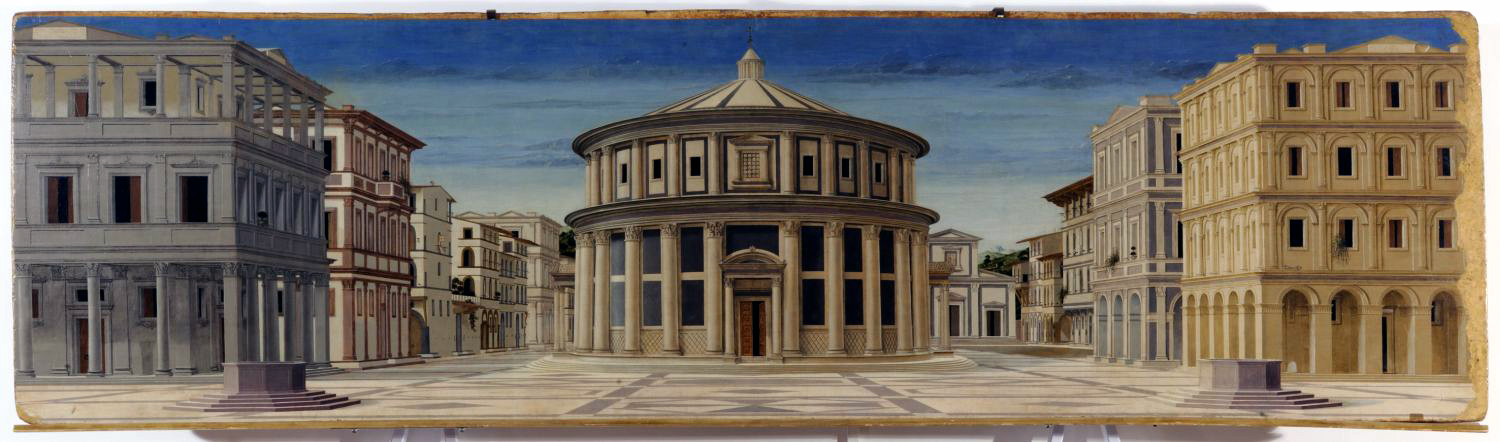
«Идеальный город». Круг Пьеро делла Франческа или Альберти, Леон Баттиста или Лаурана, Лучано де или Мелоццо да Форли. 1450-е гг. Национальная галерея Марке, Урбино

Идеальный город — концепция, задуманная как утопическая доктрина в сфере социальных теорий и архитектурных моделей. Идеально организованное пространство как в социальном, так и в архитектурном плане. Задуманный в проектах и сочинениях, на практике полностью до сих пор не реализован.

## Античная концепция идеального города
Основы заложены Платоном (427—347 гг. до н. э.) в диалоге «Государство», в художественной форме детально описана идеальная система жизни в государстве-городе на острове Атлантида в диалоге «Критий».
Идеи Платона получили развитие в творчестве архитекторов (итальянские города-крепости с их радиально-кольцевой системой), а также теоретиков, разрабатывавших социальные утопии.

## Идеальный город Нового времени
Наиболее известны Томас Мор (1478—1535) и его остров Утопия, Томмазо Кампанелла (1568—1639) и его «Город Солнца», и «Новая Атлантида» английского философа Фрэнсиса Бэкона (1561—1626). Одним из первых известных нам утопических трактатов, посвящённых детальному описанию идеального города, создал итальянский архитектор А. Филарете под названием «Трактат об архитектуре» (ок. 1465). В трактате даётся описание города Сфорцинда (в честь миланского покровителя Филарете, герцога Сфорца). Город на плане Филарете окружён крепостной стеной и имеет форму восьмилучевой звезды. В каждой вершине восьмиугольника высятся сторожевые башни; из центра к ним тянутся проспекты. Город связан с внешним миром через систему каналов. В центре Сфорцинды находится главная площадь с собором. Проект Филарете насыщен астрологическими символами.
Шарль Фурье (1772—1837) и Роберт Оуэн (1771—1858) предложили не город, а сеть небольших самодостаточных общин, равномерно распределённых по территории государства.

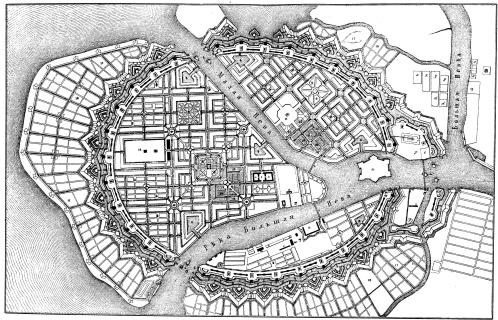
План развития Петербурга, предложенный Леблоном (1717)

Французский архитектор Клод-Николя Леду (1736—1806) спроектировал город Шо с обширной пояснительной запиской. В этом проекте Леду воплотил ренессансную идею «идеального города».
Элементы планировки в духе «идеального города» известны и в градостроительстве России. Примером может служить проектное предложение по развитию Санкт-Петербурга, автором которого был Ж.-Б. Леблон. Частично оно было реализовано, найдя воплощение в виде регулярной планировки Васильевского острова.
С развитием промышленности в крупных городах мира появились новые социально-экологические проблемы, пытаясь решить которые, архитекторы и градостроители предложили различные градостроительные концепции: «город-сад» (Эбенезер Говард, 1902), «линейный город», «соцгород», «индустриальный город» (Тони Гарнье, 1918), «лучезарный город» (Ле Корбюзье, 1930) и др.

## Концепция идеального города XIX—XX веков
Говард Эбенезер (1850—1928), в книге «Города — сады будущего» предложил систему из общин в 30 тыс. человек в непосредственной близости от крупного города-мегаполиса.
Идею «линейного города» впервые предложил инженер А. Сориа-и-Мата (1882), он даже начал его строить на окраине Мадрида: узкой полосой вдоль транспортных магистралей. Здесь тоже должны были жить 30 тыс. человек.
Ле Корбюзье (Шарль Эдуард Жаннере, 1887—1965), швейцарский архитектор, ставший «властителем дум» нескольких поколений архитекторов, построил в 1956 году в Индии город Чандигарх. Как своеобразный идеальный город задумывалась и новая столица Бразилии — Бразилиа, спроектированная архитектором Лусио Коста и Оскаром Нимейером.
В 1959 году Фрэнк-Ллойд Райт спроектировал город будущего на острове Эллис, а также башню-небоскрёб высотой 1500 м — город на 1,5 млн жителей. Иона Фридман предложил идею «города-структуры», Ричард Бакминстер Фуллер — города, покрытого прозрачным куполом-мембраной.
Проект «идеального» города с использованием подземного пространства предложили архитекторы А. Спиллхаус, Б. Шривер и инженер Бакминстер Фуллер.
Описанный в одноимённом романе Ж. Верна плавучий город — одна из немногих реализованных утопий идеального города. К ней можно отнести многопалубные океанские лайнеры. Например, «World» американской компании ResidenSea, «Magellan» компании Residential Cruise Line и «Freedom Ship» компании Freedom ShipInternational с населением в несколько десятков тысяч человек.
В России модель идеального города развивается в проекте «Новый элемент расселения» с 1960-х годов до настоящего времени.

## В литературе
Получилось чудо, эффектное с точки зрения рекламы, альбомов, фильмов, празднеств и туризма, но неудобное для повседневной жизни и работы рядовых граждан. Впрочем, жители Сити быстро приспособились к его необычным условиям, подтвердив тем самым утверждение модернистов, что современный прогресс должен идти не по пути приспособления его достижений к человеку, а по пути приспособления человека к его достижениям.— А. А. Зиновьев «Глобальный человейник»